# Dvorac Kerestinec
Dvorac Kerestinec renesansno-barokni je kaštel u mjestu Kerestinec, u općini Sveta Nedelja, zaštićeno kulturno dobro.
Povijesni izvori uspjeli su zabilježiti sudjelovanje kerestinečkih kmetova, nastanjenih oko dvorca, u velikoj Seljačkoj buni koja se dogodila 1573. godine. Uz njega se veže i Kerestinečka buna iz 1936. godine. Prije Drugog svjetskog rata dvorac je služio kao sabirni logor, a nakon rata u njemu se smješta vojska.

## Opis
Dvorac je smješten jugoistočno od Samobora, u nizini, usred prostranog perivoja. Sagradila ga je grofovska obitelj Erdödy 1575. g., kao nizinsku tvrđavu s četiri ugaone kule, okruženu vodenim rukavcima. Dvorac je krajem 18. st., prelaskom u vlasništvo obitelji Palavini barokiziran, o čemu svjedoči dekoracija sjevernog pročelja kao i dviju kula koje ga flankiraju. Nakon potresa 1883. godine, u kojem je pretrpio velika oštećenja, slijedi obnova te dolazi do izmjena na dvorišnim fasadama. Svojom poviješću, arhitektonskim oblikovanjem te veličinom perivoja spada među najznačajnije građevine samoborske okolice, a jednako tako značajan je i u pregledu dvoraca kontinentalne Hrvatske.
Sam dvorac je građevina četverokutnog tlocrta s cilindričnim kutnim kulama i otvorenim arkadnim hodnikom s dvorišne strane. Riječ je o renesansnom kaštelu s fortifikacijskim elementima.

## Povijest
Radovi su počeli 1565. godine, znatno je proširen i utvrđen 1575. i kasnije, a nakon što su osmanske čete poharale ovaj kraj, grofovi Erdödy napustili su utvrdu na Okiću i naselili se u Kerestincu. Erdödyjevi su upravljali Okićkim (Kerestinečkim) vlastelinstvom sve do 1860. godine, a u "castellumu Kerestinecz", kako se spominje 1578., uglavnom su imali svoje kastelane.
Vlasnici, obitelj Erdödy, 1576. godine počinju preuređivati dvorac. Nadograđivan je u 18. i 19. stoljeću. Godine 1861. kao vlasnik upisan je H. Pallavicini, a 1904. godine A. pl. Turk. Na početku XX. stoljeća kupuje ga R. Hafner, koji gradi nove gospodarske zgrade, te sasvim uređuje dvorac. Antun Mihalović kupuje ga 1922. godine.
Najveća šteta na dvorcu je nastala za vrijeme velikog potresa 1880. godine koji je pogodio cijeli zagrebački kraj.
Za vrijeme NDH 1941. postala je časnička škola za obrazovanje naboljih časnika, a sabirnim logorom postao je 19. travnja 1941. odlukom Redarstvenog ravnateljstva za Zagreb.
U novije vrijeme, dvorac je bio vojarna JNA, a potom i Hrvatske vojske. Postao je poznat po sudskih presudama za mučenja tijekom ranih devedesetih kada stječe nadimak "Krvavi dvorac".

## Zaštita
Pod oznakom Z-1720 zavedena je kao nepokretno kulturno dobro - pojedinačno, pravna statusa zaštićena kulturnog dobra, klasificirano kao "profana graditeljska baština".

## Današnja namjena
Tijekom godine u dvorcu se održavaju se razne manifestacije.

## Vanjske poveznice
- Dvorac Kerestinec na Facebooku.